# بخش ایواوغلی

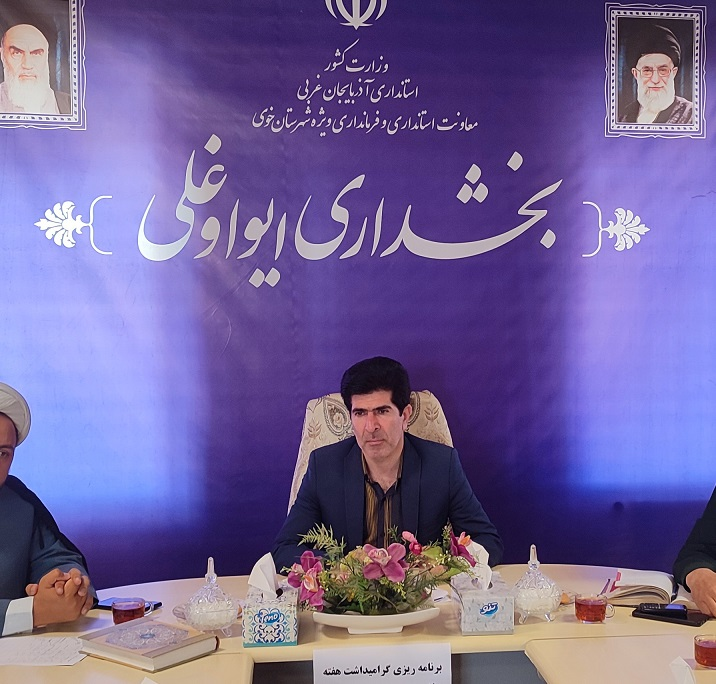

بخش ایواوغلی یکی از بخش‌های شهرستان خوی در استان آذربایجان غربی در شمال غربی ایران است.
بخشدار بخش ایواوغلی آقای دکتر بهمن ظاهر است. ایشان از اول خرداد سال ۱۴۰۱ به این پست منصوب شده اند.[۳]
دکتر بهمن ظاهر دارای تحصیلات لیسانس و فوق‌لیسانس مهندسی کامپیوتر با گرایش نرم افزار می باشد. ایشان همچنین دارای مدرک فوق لیسانس در رشته مدیریت با گرایش سیاست گذاری عمومی بوده و دکترای مدیریت اجرایی می باشد.
از جمله سیاست های مدیریتی ایشان احیای تالاب‌ های روستاهای تابعه بخشداری ایواوغلی از جمله تالاب روستاهای بیزنده، پیرکندی، بیلوار و ..... می باشد که در راستای تقویت آبهای زیرزمینی منطقه می باشد.
ایشان همچنین تلاش زیادی در راستای جذب اعتبارات برای اجرای طرح های هادی در سطح روستاهای بخش را داشتند که در این راستا طرح هادی در بیشتر روستاهای بخش اجرا گردیده است.

## تقسیمات کشوری
- بخش ایواوغلی
  - دهستان ایواوغلی
  - دهستان ولدیان

شهر : ایواوغلی

## جمعیت
براساس سرشماری مرکز آمار ایران در سال ۱۳۹۵، جمعیت این بخش برابر با ۱۶٬۲۵۹ نفر (۵٬۰۵۵ خانوار) بوده‌است. 

## روستای پیرکندی
از روستاهای دیدنی این منطقه می‌توان به پیرکندی اشاره کرد که آرامگاه پیر عمر نخجوانی در این روستا قرار دارد و همچنین از آثار تاریخی این روستا کافر قلعه‌سی و همچنین گنبدهای واقع در منطقه کول تپه که آثار باقی مانده از دوره ایلخانی می‌باشد و زیارتگاهی بنام تپه ننه که هر ساله فروردین ماه مردمان روستا در این محل جمع می‌شوند و جشن می‌گیرند. از تفریحگاه‌های این روستا دره دیدنی قلی باغی است. این روستا در ۱۰ کیلومتری ایواغلی قرار دارد. باشد تا انتقال به مقاله مستقل روستا-->